# Kriegs- und Domänenkammer
Kriegs- und Domänenkammern, auch „Kammerdepartements“, hießen die Provinzialbehörden in Preußen, die Friedrich Wilhelm I. bei der Reorganisation der Verwaltung im Jahre 1723 geschaffen hatte. Sie waren die Vorgänger der 1815 eingerichteten Regierungsbezirke und ihrer Regierungen.

## Entstehung und Aufgaben
Sie gingen hervor aus der Zusammenlegung der Kriegskommissariate mit den Amtskammern, die Karl Heinrich zu Waldburg zuerst in Königsberg i. Pr. für das „Königreich Preußen“ vorbereitet hatte. 
- Kriegskommissariate waren Behörden, die die Steuern und Abgaben zu erheben hatten, welche für die Bedürfnisse der Armee, für das stehende Heer, bestimmt waren.
- Amtskammern verwalteten die Domänen und zogen die Pachtgelder für diese staatlichen Güter ein.

Die Kriegs- und Domänenkammern standen unter der Leitung des General-Oberfinanz-, Kriegs- und Domänendirektoriums (Generaldirektoriums) in Berlin, in dem Friedrich von Görne die maßgebliche Rolle spielte. Diese Ämter bestanden bis zu den großen Preußischen Reformen durch Heinrich Friedrich Karl Freiherr vom Stein und Karl August von Hardenberg im Jahre 1808, als sie die Bezeichnung „Regierungen“ erhielten.
Es bestanden unter anderem folgende Kriegs- und Domänenkammern:
1. Kriegskammer (Königsberg) (1723–1808)
2. Littauische Kriegs- und Domänen-Kammer zu Gumbinnen (seit 1724 Deputation der Königsberger Kammer, dann selbständig 1736–1808)
3. Kurmärkische Kriegs- und Domänenkammer zu Berlin (1723–1809)
4. Neumärkische Kriegs- und Domänenkammer zu Küstrin (1723–1809)
5. Pommersche Kriegs- und Domänenkammer zu Stettin (1723–1808)
6. Kriegs- und Domänenkammer zu Magdeburg (1723–1807) mit Deputation in Halle
7. Halberstädtische Kriegs- und Domänenkammer (1723–1807) zuständig für das Fürstentum Halberstadt, ab 1802 auch für das preußisch gewordene ehemalige Hochstift Hildesheim
8. Clevesche Kriegs- und Domänenkammer mit Geldernschem Landes-Administrationskollegium und Meursischer Kammer-Deputation (bis 1798)
9. Märkische Kriegs- und Domänenkammer zu Hamm (1788–1807) mit Kammer-Deputation in Wesel (bis 1806)
10. Kriegs- und Domänenkammer Minden für Minden-Ravensberg (1723–1807) mit Kammer-Deputation für Lingen und Tecklenburg (bis 1802)
11. Kriegs- und Domänenkammer Aurich für Ostfriesland
12. Westpreußische Kriegs- und Domänenkammer zu Marienwerder (1772–1808) mit Kammer-Deputation zu Bromberg (1775–1807)
13. Kriegs- und Domänenkammer zu Breslau (1741–1808)
14. Kriegs- und Domänenkammer zu Glogau (1741–1808)
15. Ansbachische Kriegs- und Domänenkammer zu Ansbach (1795–1806)
16. Baireuthische Kriegs- und Domänenkammer zu Bayreuth (1795–1807)
17. Kriegs- und Domänenkammer zu Posen (1793–1807)
18. Kriegs- und Domänenkammer zu Petrikau (1793–1797) dann Kalisch (bis 1807)
19. Kriegs- und Domänenkammer zu Plock (1793–1807), ab 1796 mit KDK Bialystok in der „Provinz Neu-Ostpreußen“
20. Kriegs- und Domänenkammer zu Warschau (1796–1807)
21. Neu-Ostpreußische Kriegs- und Domänenkammer zu Bialystok (1796–1807)[1]
22. Kriegs- und Domänenkammer Münster für die Fürstentümer Münster und Paderborn, sowie die Grafschaften Lingen und Tecklenburg (1802–1807)
23. Eichsfeld-Erfurtische Kriegs- und Domänenkammer zu Heiligenstadt (1802–1807)

Regierung waren in jener Zeit die Provinzialgerichtshöfe, die ab 1808 Oberlandesgericht hießen. Die leitenden Verwaltungsbeamten der einzelnen Kammern hießen entsprechend Kriegs- und Domänenrat bzw. Kriegs- und Domänendirektor.